# Herman Vanderpoorten
Herman Frans Geeraard Vanderpoorten (Lier, 25 augustus 1922 – aldaar, 3 september 1984) was een Belgisch advocaat en politicus voor de LP en later de PVV.

## Levensloop
Hij was de zoon van politicus Arthur Vanderpoorten. Hij doorliep zijn secundair onderwijs aan het Koninklijk Atheneum van Berchem. Vervolgens studeerde hij rechten aan de Gentse universiteit alwaar hij afstudeerde als doctor in 1945. Hierop aansluitend ging hij aan de slag als advocaat aan de balie van Beroep van Brussel, in 1949 maakte hij de overstap naar de balie van Mechelen. Tevens was hij van 1959 tot 1961 jurist voor het Ministerie van Openbare Werken en vanaf 1959 plaatsvervangend vrederechter voor het kanton Lier.
Na de Tweede Wereldoorlog stapte hij in navolging van zijn vader in de politiek voor de Liberale partij en later de PVV. Van 1949 tot 1958 was hij Antwerps provincieraadslid. In 1961 werd hij voor het kiesarrondissement Mechelen verkozen in de Kamer van volksvertegenwoordigers, waar hij bleef zetelen tot in 1965. Vervolgens zetelde hij van 1965 tot aan zijn dood in 1984 in de Senaat: van 1965 tot 1971, van 1974 tot 1977 en van 1978 tot 1984 als rechtstreeks gekozen senator voor het kiesarrondissement Mechelen-Turnhout en van 1971 tot 1974 en van 1977 tot 1978 als provinciaal senator voor Antwerpen.
In de periode december 1971-oktober 1980 zetelde hij als gevolg van het toen bestaande dubbelmandaat ook in de Cultuurraad voor de Nederlandse Cultuurgemeenschap, die op 7 december 1971 werd geïnstalleerd. Van februari 1972 tot maart 1973 maakte hij als derde ondervoorzitter deel uit van het Bureau (dagelijks bestuur) van de Cultuurraad. Vanaf 21 oktober 1980 tot aan zijn overlijden op 3 september 1984 was hij lid van de Vlaamse Raad, de opvolger van de Cultuurraad en de voorloper van het huidige Vlaams Parlement.
Tevens was hij actief in het Liberaal Vlaams Verbond. Van 1949 tot 1957 was hij ondervoorzitter van het LVV en vervolgens was hij er van 1958 tot 1966 en van 1969 tot 1972 de voorzitter van. Als voorzitter van het LVV steunde hij vanuit de oppositie de taalwetten van 1962-1963. Als parlementslid was hij lid van de bijzondere commissie voor de herziening van de grondwet, diende hij een wetsvoorstel in voor het aanleren van de tweede landstaal in alle Belgische scholen en ontwierp hij een amendement voor het taalgrensontwerp van minister van Binnenlandse Zaken Arthur Gilson. Vanderpoorten zelf was een voorstander van culturele autonomie, maar vond dat de Vlaamse en Waalse gemeenschappen gelijkwaardig binnen de Belgische staatsvorm moesten blijven bestaan. In 1972 steunde hij vanuit de oppositie de Regering-G. Eyskens V, die een tweederdemeerderheid in het parlement moest hebben om de culturele autonomie door te voeren. Als voorzitter van de LVV had hij ook een grote invloed op de splitsing van de unitaire PVV in 1972.
Vanderpoorten was ook verscheidene malen minister. Zo was hij van 1966 tot 1968 Minister van Binnenlandse Zaken in de regering Vanden Boeynants I. In die periode kwam onder zijn impuls de Vaste Commissie voor de verbetering van de betrekkingen tussen de Belgische taalgemeenschappen tot stand en codificeerde hij alle uitvoeringsbesluiten van de taalwetten van 1963. Van 1973 tot 1977 was hij Minister van Justitie in de Regering-Leburton, de regering-Tindemans I, de regering-Tindemans II en de regering-Tindemans III. Van mei tot oktober 1980 was hij in de regering Martens III vicepremier, minister van Justitie en Nederlandstalig minister van Institutionele Hervormingen. In deze functie was hij betrokken bij de totstandkoming van de tweede staatshervorming. Na de verkiezingen van 1981 werd hij aangesteld tot informateur. Daarna was zijn politieke rol zo goed als uitgespeeld.
In 1958 werd Vanderpoorten eveneens verkozen tot gemeenteraadslid van Lier. Van januari 1983 tot in september 1984 was hij er burgemeester. Bovendien zetelde hij van 1979 tot 1980 in het Europees Parlement.
In 1983 werd hij benoemd tot Minister van Staat en werd alzo lid van de Kroonraad. Het voetbalstadion van Lierse SK werd naar hem vernoemd, met name het Herman Vanderpoortenstadion (beter bekend als het Lisp). Tevens werd driejaarlijks de Herman Vanderpoortenprijs uitgereikt door het LVV. De laureaten waren Albert Maertens (1988), Walter Prevenier (1991), Frans Grootjans (1994), Piet Van Brabant (1997), Guy Verhofstadt (2000), Annemie Neyts (2003) en Dirk Sterckx (2006).
Hij was de vader van Marleen Vanderpoorten en oom van Patrick Dewael, die beiden ook politiek actief werden.

## Eretekens
- Commandeur Leopoldsorde (4 november 1971)
- Grootkruis in de Orde van Leopold II (6 oktober 1978)
- Kruis Eerste Klasse-Gouden Kruis, Burgerlijke Decoratie voor Daden van Moed, Toewijding en Menselijkheid (7 december 1978)
- Grootkruis in de Kroonorde (5 november 1981)

- Digitale Bibliotheek voor de Nederlandse Letteren: vand322
- International Standard Name Identifier: 0000 0003 8925 7103
- Nederlandse Thesaurus van Auteursnamen: 090846354
- Virtual International Authority File: 282606910
- WorldCat: E39PBJxt3P9rdff4qHBDC47JXd